# Пуэрто-Рико на летних Олимпийских играх 2024

## Медали
| Медаль | Спортсмен(ы)         | Вид спорта      | Дисциплина                    | Дата       |
| ------ | -------------------- | --------------- | ----------------------------- | ---------- |
| Бронза | Джасмин Камачо-Куинн | Лёгкая атлетика | Бег на 100 метров с барьерами | 10 августа |
| Бронза | Себастьян Ривера     | Вольная борьба  | До 65 кг                      | 11 августа |

## Квалификация
| № п/п | Вид спорта        | Мужчины        | Мужчины                | Женщины        | Женщины                | Всего          | Всего                  |
| № п/п | Вид спорта        | Завоевано квот | Количество спортсменов | Завоевано квот | Количество спортсменов | Завоевано квот | Количество спортсменов |
| ----- | ----------------- | -------------- | ---------------------- | -------------- | ---------------------- | -------------- | ---------------------- |
| 1     | Баскетбол         | 1              | 12                     | 1              | 12                     | 2              | 24                     |
| 2     | Бокс              | 1              | 1                      | 1              | 1                      | 2              | 2                      |
| 3     | Борьба            | 4              | 4                      |                |                        | 4              | 4                      |
| 4     | Гольф             | 1              | 1                      |                |                        | 1              | 1                      |
| 5     | Дзюдо             | 1              | 1                      | 1              | 1                      | 2              | 2                      |
| 6     | Лёгкая атлетика   | 3              | 3                      | 5              | 5                      | 8              | 8                      |
| 7     | Настольный теннис | 2              | 2                      | 1              | 1                      | 3              | 3                      |
| 8     | Парусный спорт    | 1              | 1                      |                |                        | 1              | 1                      |
| 9     | Плавание          | 2              | 1                      | 1              | 1                      | 3              | 2                      |
| 10    | Прыжки в воду     |                |                        | 1              | 1                      | 1              | 1                      |
| 11    | Скейтбординг      | 1              | 1                      |                |                        | 1              | 1                      |
| 12    | Стрельба          |                |                        | 2              | 1                      | 2              | 1                      |
| 13    | Стрельба из лука  |                |                        | 1              | 1                      | 1              | 1                      |
|       | ИТОГО             | 17             | 27                     | 14             | 24                     | 31             | 51                     |

## Состав команды
Баскетбол
1. Исайя Пинейро[англ.]
2. Джордж Кондитт[англ.]
3. Джордан Ховард[англ.]
4. Дэйвон Рид[англ.]
5. Хосе Альварадо
6. Стиви Томпсон[англ.]
7. Алим Форд[англ.]
8. Джиан Клавелл
9. Исмаэль Ромеро[англ.]
10. Кристофер Ортис[англ.]
11. Арнальдо Торо[англ.]
12. Тремонт Уотерс
13. Тайра Мелендес[англ.]
14. Брианна Джонс[англ.]
15. Памела Росадо[англ.]
16. Мария Перес[англ.]
17. Эллисон Гибсон[англ.]
18. София Рома[англ.]
19. Майя Холлингшед[англ.]
20. Арелла Гирантес[англ.]
21. Тринити Сан-Антонио
22. Исалис Киньонес[англ.]
23. Индия Паган[англ.]
24. Жаклин Бенитес[англ.]

 Бокс
1. Хуан Мануэль Лопес
2. Эшлиэнн Лосада[англ.]

 Борьба
Вольная борьба
1. Дариан Круз
2. Себастьян Ривера
3. Итан Рамос
4. Джонован Смит

 Гольф
1. Рафаэль Кампос[англ.]

 Дзюдо
1. Адриан Гандия[англ.]
2. Мария Перес[англ.]

 Лёгкая атлетика
1. Луис Кастро[англ.]
2. Джером Вега[англ.]
3. Эйден Оуэнс-Делерм[англ.]
4. Гладимар Торрес[англ.]
5. Габби Скотт[англ.]
6. Джасмин Камачо-Куинн
7. Грейс Клакстон[англ.]
8. Рашель де Орбета[англ.]

 Настольный теннис
1. Брайан Афанадор[англ.]
2. Даниэль Гонсалес[англ.]
3. Адриана Диас[англ.]

 Парусный спорт
1. Педро Луис Фернандес[англ.]

 Плавание
1. Иэзиль Моралес[англ.]
2. Кристен Романо[англ.]

 Прыжки в воду
1. Мэйси Виета[англ.]

 Скейтбординг
1. Стивен Пинейро[англ.]

 Стрельба
1. Яримар Меркадо[англ.]

 Стрельба из лука
1. Алондра Ривера[англ.]

## Баскетбол
Мужская сборная Пуэрто-Рико завоевала право участвовать в олимпийском турнире, выиграв Олимпийский отборочный турнир 2024 года в Сан-Хуане, Пуэрто-Рико. Женская команда Пуэрто-Рико добилась того же, заняв третье место на Олимпийском отборочном турнире 2024 года в Сиане, Китай.
| Команда     | Соревнование   | Групповая стадия    | Групповая стадия | Групповая стадия | Групповая стадия | Четвертьфиналы        | Полуфиналы            | Финал / Матч за 3 место | Финал / Матч за 3 место |
| Команда     | Соревнование   | Соперник Счёт       | Соперник Счёт    | Соперник Счёт    | Место            | Соперник Счёт         | Соперник Счёт         | Соперник Счёт           | Место                   |
| ----------- | -------------- | ------------------- | ---------------- | ---------------- | ---------------- | --------------------- | --------------------- | ----------------------- | ----------------------- |
| Пуэрто-Рико | Мужской турнир | Южный Судан П 79–90 | Сербия П 66–107  | США П 83–104     | 4                | завершили выступление | завершили выступление | завершили выступление   | завершили выступление   |
| Пуэрто-Рико | Женский турнир | Сербия П 55–58      | Испания П 62–63  | Китай П 58–80    | 4                | завершили выступление | завершили выступление | завершили выступление   | завершили выступление   |

### Мужской турнир
Состав команды
Окончательный состав был объявлен 7 июля 2024.
| Перейти к шаблону «Состав сборной Пуэрто-Рико по баскетболу» | Состав сборной Пуэрто-Рико по баскетболу |  |

| Поз. | №  | Имя                 | Дата рождения (возраст)   | Рост   | Клуб                 |
| ---- | -- | ------------------- | ------------------------- | ------ | -------------------- |
| ЛФ   | 0  | Исайя Пинейро       | 5 февраля 1995 (29 лет)   | 201 см | Паленсия             |
| Ф/Ц  | 1  | Джордж Кондитт      | 22 августа 2000 (23 года) | 212 см | Гран-Канария         |
| РЗ   | 3  | Джордан Ховард      | 6 января 1996 (28 лет)    | 180 см | Обрадойро            |
| ЛФ   | 9  | Дэйвон Рид          | 11 июня 1995 (29 лет)     | 196 см | Мемфис Хастл         |
| З    | 10 | Хосе Альварадо      | 12 апреля 1998 (26 лет)   | 183 см | Нью-Орлеан Пеликанс  |
| АЗ   | 11 | Стиви Томпсон       | 23 марта 1997 (27 лет)    | 194 см | Вакерос де Байамон   |
| ЛФ   | 12 | Алим Форд           | 22 декабря 1997 (26 лет)  | 203 см | Леонес де Понсе      |
| З    | 24 | Джиан Клавелл       | 26 ноября 1993 (30 лет)   | 193 см | Гранада              |
| Ф/Ц  | 28 | Исмаэль Ромеро      | 23 июня 1991 (33 года)    | 203 см | Метс де Гуайнабо     |
| Ф    | 32 | Кристофер Ортис (К) | 2 апреля 1993 (31 год)    | 202 см | Осос де Манати       |
| Ф/Ц  | 41 | Арнальдо Торо       | 28 октября 1997 (26 лет)  | 202 см | ВЭФ                  |
| РЗ   | 51 | Тремонт Уотерс      | 10 января 1998 (26 лет)   | 180 см | Хигантес де Каролина |

Групповой этап
| Поз | Команда     | И | В | П | ОЗ  | ОП  | РО  | О | Квалификация  |
| --- | ----------- | - | - | - | --- | --- | --- | - | ------------- |
| 1   | США         | 3 | 3 | 0 | 317 | 253 | +64 | 6 | Четвертьфинал |
| 2   | Сербия      | 3 | 2 | 1 | 287 | 261 | +26 | 5 | Четвертьфинал |
| 3   | Южный Судан | 3 | 1 | 2 | 261 | 278 | −17 | 4 |               |
| 4   | Пуэрто-Рико | 3 | 0 | 3 | 228 | 301 | −73 | 3 |               |

| 28 июля 2024 11:00 | Отчёт | Южный Судан                | 90 : 79  | Пуэрто-Рико       | Пьер Моруа, Лилль Зрителей: 27 021 Судьи: Адемир Зурапович (Босния и Герцеговина), Такаки Като (Япония), Мартин Вулич (Хорватия) |
| 28 июля 2024 11:00 | Отчёт | 20:28, 28:26, 23:15, 19:10 |          |                   | Пьер Моруа, Лилль Зрителей: 27 021 Судьи: Адемир Зурапович (Босния и Герцеговина), Такаки Като (Япония), Мартин Вулич (Хорватия) |
| 28 июля 2024 11:00 | Отчёт | Джонс 19                   | Очки     | Альварадо 26      | Пьер Моруа, Лилль Зрителей: 27 021 Судьи: Адемир Зурапович (Босния и Герцеговина), Такаки Като (Япония), Мартин Вулич (Хорватия) |
| 28 июля 2024 11:00 | Отчёт | Гэбриел 9                  | Подборы  | Кондитт, Ромеро 6 | Пьер Моруа, Лилль Зрителей: 27 021 Судьи: Адемир Зурапович (Босния и Герцеговина), Такаки Като (Япония), Мартин Вулич (Хорватия) |
| 28 июля 2024 11:00 | Отчёт | Джонс 6                    | Передачи | Альварадо 5       | Пьер Моруа, Лилль Зрителей: 27 021 Судьи: Адемир Зурапович (Босния и Герцеговина), Такаки Като (Япония), Мартин Вулич (Хорватия) |

| 31 июля 2024 17:15 | Отчёт | Пуэрто-Рико                | 66 : 107 | Сербия      | Пьер Моруа, Лилль Зрителей: 17 882 Судьи: Хулио Анайя (Панама), Хуан Фернандес (Аргентина), Борис Крейич (Словения) |
| 31 июля 2024 17:15 | Отчёт | 12:24, 23:28, 16:27, 15:28 |          |             | Пьер Моруа, Лилль Зрителей: 17 882 Судьи: Хулио Анайя (Панама), Хуан Фернандес (Аргентина), Борис Крейич (Словения) |
| 31 июля 2024 17:15 | Отчёт | Ортис 19                   | Очки     | Петрушев 15 | Пьер Моруа, Лилль Зрителей: 17 882 Судьи: Хулио Анайя (Панама), Хуан Фернандес (Аргентина), Борис Крейич (Словения) |
| 31 июля 2024 17:15 | Отчёт | Ортис 6                    | Подборы  | Йокич 15    | Пьер Моруа, Лилль Зрителей: 17 882 Судьи: Хулио Анайя (Панама), Хуан Фернандес (Аргентина), Борис Крейич (Словения) |
| 31 июля 2024 17:15 | Отчёт | Рид, Уотерс 3              | Передачи | Йокич 9     | Пьер Моруа, Лилль Зрителей: 17 882 Судьи: Хулио Анайя (Панама), Хуан Фернандес (Аргентина), Борис Крейич (Словения) |

| 3 августа 2024 17:15 | Отчёт | Пуэрто-Рико                | 83 : 104 | США        | Пьер Моруа, Лилль Зрителей: 27 244 Судьи: Хулио Анайя (Панама), Гатис Салиньш (Латвия), Мартин Вулич (Хорватия) |
| 3 августа 2024 17:15 | Отчёт | 29:25, 16:39, 14:23, 24:17 |          |            | Пьер Моруа, Лилль Зрителей: 27 244 Судьи: Хулио Анайя (Панама), Гатис Салиньш (Латвия), Мартин Вулич (Хорватия) |
| 3 августа 2024 17:15 | Отчёт | Альварадо 18               | Очки     | Эдвардс 26 | Пьер Моруа, Лилль Зрителей: 27 244 Судьи: Хулио Анайя (Панама), Гатис Салиньш (Латвия), Мартин Вулич (Хорватия) |
| 3 августа 2024 17:15 | Отчёт | Ромеро 10                  | Подборы  | Тейтум 10  | Пьер Моруа, Лилль Зрителей: 27 244 Судьи: Хулио Анайя (Панама), Гатис Салиньш (Латвия), Мартин Вулич (Хорватия) |
| 3 августа 2024 17:15 | Отчёт | Кондитт 5                  | Передачи | Джеймс 8   | Пьер Моруа, Лилль Зрителей: 27 244 Судьи: Хулио Анайя (Панама), Гатис Салиньш (Латвия), Мартин Вулич (Хорватия) |

### Женский турнир
Состав команды
Состав команды был объявлен 20 июля 2024 года.
Тренер:  Джерри Батиста
- Тайра Мелендес[англ.] ЛФ
- Брианна Джонс[англ.] ЛФ
- Памела Росадо[англ.] (К) РЗ
- Мария Перес[англ.] Ц
- Эллисон Гибсон[англ.] АЗ
- София Рома[англ.] ТФ
- Майя Холлингшед[англ.] ТФ
- Арелла Гирантес[англ.] АЗ
- Тринити Сан-Антонио РЗ
- Исалис Киньонес[англ.] ТФ
- Индия Паган[англ.] Ц
- Жаклин Бенитес[англ.] З

Групповой этап
| Поз | Команда     | И | В | П | ОЗ  | ОП  | РО  | О | Квалификация                                                |
| --- | ----------- | - | - | - | --- | --- | --- | - | ----------------------------------------------------------- |
| 1   | Испания     | 3 | 3 | 0 | 223 | 213 | +10 | 6 | Четвертьфинал                                               |
| 2   | Сербия      | 3 | 2 | 1 | 201 | 184 | +17 | 5 | Четвертьфинал                                               |
| 3   | Китай       | 3 | 1 | 2 | 228 | 229 | −1  | 4 | Команда имеет шанс пройти в четвертьфинал согласно рейтингу |
| 4   | Пуэрто-Рико | 3 | 0 | 3 | 175 | 201 | −26 | 3 |                                                             |

| 28 июля 2024 21:00 v | Отчёт | Сербия                    | 58:55    | Пуэрто-Рико     | Пьер Моруа, Лилль Зрителей: 1534 Судьи: Май Форсберг (Дания), Джеймс Бойер (Австралия), Янн Давидсон (Мадагаскар) |
| 28 июля 2024 21:00 v | Отчёт | 23:15, 20:11, 12:10, 3:19 |          |                 | Пьер Моруа, Лилль Зрителей: 1534 Судьи: Май Форсберг (Дания), Джеймс Бойер (Австралия), Янн Давидсон (Мадагаскар) |
| 28 июля 2024 21:00 v | Отчёт | Станкович 15              | Очки     | Сан-Антонио 11  | Пьер Моруа, Лилль Зрителей: 1534 Судьи: Май Форсберг (Дания), Джеймс Бойер (Австралия), Янн Давидсон (Мадагаскар) |
| 28 июля 2024 21:00 v | Отчёт | Станкович 10              | Подборы  | три игрока по 6 | Пьер Моруа, Лилль Зрителей: 1534 Судьи: Май Форсберг (Дания), Джеймс Бойер (Австралия), Янн Давидсон (Мадагаскар) |
| 28 июля 2024 21:00 v | Отчёт | Андерсон 8                | Передачи | Росадо 7        | Пьер Моруа, Лилль Зрителей: 1534 Судьи: Май Форсберг (Дания), Джеймс Бойер (Австралия), Янн Давидсон (Мадагаскар) |

| 31 июля 2024 11:00 v | Отчёт | Пуэрто-Рико              | 62:63    | Испания      | Пьер Моруа, Лилль Зрителей: 23942 Судьи: Андрес Бартель (Уругвай), Марипьер Мало (Канада), Евгений Михеев (Казахстан) |
| 31 июля 2024 11:00 v | Отчёт | 9:18, 16:21, 12:10, 3:19 |          |              | Пьер Моруа, Лилль Зрителей: 23942 Судьи: Андрес Бартель (Уругвай), Марипьер Мало (Канада), Евгений Михеев (Казахстан) |
| 31 июля 2024 11:00 v | Отчёт | Гуирантес 15             | Очки     | Густафсон 18 | Пьер Моруа, Лилль Зрителей: 23942 Судьи: Андрес Бартель (Уругвай), Марипьер Мало (Канада), Евгений Михеев (Казахстан) |
| 31 июля 2024 11:00 v | Отчёт | Холлингшед 12            | Подборы  | Густафсон 13 | Пьер Моруа, Лилль Зрителей: 23942 Судьи: Андрес Бартель (Уругвай), Марипьер Мало (Канада), Евгений Михеев (Казахстан) |
| 31 июля 2024 11:00 v | Отчёт | Гуирантес 4              | Передачи | Ортис        | Пьер Моруа, Лилль Зрителей: 23942 Судьи: Андрес Бартель (Уругвай), Марипьер Мало (Канада), Евгений Михеев (Казахстан) |

| 3 августа 2024 11:00 v | Отчёт | Китай                      | 80:58    | Пуэрто-Рико  | Пьер Моруа, Лилль Зрителей: 26595 Судьи: Омар Бермудес (Мексика), Рабах Ноухаим (Ливан), Марипьер Мало (Канада) |
| 3 августа 2024 11:00 v | Отчёт | 17:11, 23:18, 22:16, 18:13 |          |              | Пьер Моруа, Лилль Зрителей: 26595 Судьи: Омар Бермудес (Мексика), Рабах Ноухаим (Ливан), Марипьер Мало (Канада) |
| 3 августа 2024 11:00 v | Отчёт | Ли Мэн 18                  | Очки     | Гуирантес 20 | Пьер Моруа, Лилль Зрителей: 26595 Судьи: Омар Бермудес (Мексика), Рабах Ноухаим (Ливан), Марипьер Мало (Канада) |
| 3 августа 2024 11:00 v | Отчёт | Хан Ксю 9                  | Подборы  | Холлингшед 8 | Пьер Моруа, Лилль Зрителей: 26595 Судьи: Омар Бермудес (Мексика), Рабах Ноухаим (Ливан), Марипьер Мало (Канада) |
| 3 августа 2024 11:00 v | Отчёт | Ли Мэн 7                   | Передачи | Росадо 5     | Пьер Моруа, Лилль Зрителей: 26595 Судьи: Омар Бермудес (Мексика), Рабах Ноухаим (Ливан), Марипьер Мало (Канада) |

## Бокс
Пуэрто-Рико завоевало одно место в женский турнир по боксу на Панамериканских играх 2023 года в Сантьяго, Чили и одно место в мужской турнир на Первом мировом квалификационном турнире 2024 года в Бусто-Арсицио, Италия.
| Спортсмен          | Категория        | 1/16 финала        | 1/8 финала                 | Четвертьфиналы         | Полуфиналы            | Финал                 | Финал                 |
| Спортсмен          | Категория        | Соперник Результат | Соперник Результат         | Соперник Результат     | Соперник Результат    | Соперник Результат    | Место                 |
| ------------------ | ---------------- | ------------------ | -------------------------- | ---------------------- | --------------------- | --------------------- | --------------------- |
| Хуан Мануэль Лопес | Мужчины 51 кг    | —                  | UZBХасанбой Дусматов П 0–5 | завершил выступление   | завершил выступление  | завершил выступление  | завершил выступление  |
| Эшлиэнн Лосада     | Женщины до 57 кг | —                  | KAZКарина Ибрагимова В 5–0 | POLЮлия Шеремета П 0–5 | завершила выступление | завершила выступление | завершила выступление |

## Борьба
Пуэрто-Рико завоевало одно место в мужской турнир по вольной борьбе на Чемпионате мира по борьбе 2023 года в Белграде, Сербия и три места в мужской турнир по вольной борьбе на Панамериканском квалификационном турнире в Акапулько, Мексика.
Вольная борьба
| Спортсмен        | Категория         | 1/8 финала                 | Четвертьфиналы         | Полуфиналы           | Утеш.поединки             | Финал / За 3 место           | Финал / За 3 место |
| Спортсмен        | Категория         | Соперник Результат         | Соперник Результат     | Соперник Результат   | Соперник Результат        | Соперник Результат           | Место              |
| ---------------- | ----------------- | -------------------------- | ---------------------- | -------------------- | ------------------------- | ---------------------------- | ------------------ |
| Дариан Круз      | Мужчины до 57 кг  | EGYГамаль Мохамед В 4F–1   | JPNРэй Хигути П 2–12   | —                    | IRIАлиреза Сарлак В WO    | INDАман Сехрават П 5–13      | 5                  |
| Себастьян Ривера | Мужчины до 65 кг  | AUSГеоргий Окороков В 12–2 | JPNКотаро Киёока П 6–8 | —                    | MDAМаксим Сакулцан В 15–4 | MGLТумур-Очирын Тулга В 10–9 | 3                  |
| Итан Рамос       | Мужчины до 86 кг  | GREДаурен Куруглиев П 0–11 | завершил выступление   | завершил выступление | завершил выступление      | завершил выступление         | 15                 |
| Джонован Смит    | Мужчины до 125 кг | TURТаха Акгюль П 0–10      | завершил выступление   | завершил выступление | завершил выступление      | завершил выступление         | 14                 |

## Гольф
Пуэрто-Рико получило одно место в мужские соревнования по гольфу в соответствии с рейтингом IGF.
| Сопртсмен      | Категория | Раунд 1 | Раунд 2 | Раунд 3 | Раунд 4 | Итого | Итого | Итого |
| Сопртсмен      | Категория | Счет    | Счет    | Счет    | Счет    | Счет  | К пар | Место |
| -------------- | --------- | ------- | ------- | ------- | ------- | ----- | ----- | ----- |
| Рафаэль Кампос | Мужчины   | 73      | 70      | 70      | 67      | 280   | −4    | =30   |

## Дзюдо
Пуэрто-Рико получило по рейтингу IJF по одному месту в мужских и женских соревнованиях.
| Спортсмен     | Категория        | 1/16 финала                   | 1/8 финала                     | Четвертьфиналы        | Полуфиналы            | Утеш. поединки        | Финал / За 3 место    | Финал / За 3 место    |
| Спортсмен     | Категория        | Соперник Результат            | Соперник Результат             | Соперник Результат    | Соперник Результат    | Соперник Результат    | Соперник Результат    | Место                 |
| ------------- | ---------------- | ----------------------------- | ------------------------------ | --------------------- | --------------------- | --------------------- | --------------------- | --------------------- |
| Адриан Гандия | Мужчины до 81 кг | UAEНугзар Таталашвили В 11–00 | CANФрансуа Готье-Драпо П 00–10 | завершил выступление  | завершил выступление  | завершил выступление  | завершил выступление  | завершил выступление  |
| Мария Перес   | Женщины до 70 кг | BELГабриэлла Виллемс П 00–10  | завершила выступление          | завершила выступление | завершила выступление | завершила выступление | завершила выступление | завершила выступление |

## Легкая атлетика
Пуэрториканские легкоатлеты выполнили нормативы для участия в Играх 2024 года, пройдя прямую квалификацию или по мировому рейтингу, в следующих соревнованиях (максимум по 3 спортсмена в каждом):
Беговые и шоссейные дисциплины
Женщины
| Спортсмен            | Дисциплина      | Забеги    | Забеги | Утеш. забеги | Утеш. забеги | Полуфиналы            | Полуфиналы            | Финал                 | Финал                 |
| Спортсмен            | Дисциплина      | Результат | Место  | Результат    | Место        | Результат             | Место                 | Результат             | Место                 |
| -------------------- | --------------- | --------- | ------ | ------------ | ------------ | --------------------- | --------------------- | --------------------- | --------------------- |
| Гладимар Торрес      | 100 м           | 11,12 NR  | 5 q    | —            | —            | 11,33                 | 6                     | завершила выступление | завершила выступление |
| Габби Скотт          | 400 м           | 50,74 NR  | 4 R    | 50,52 NR     | 1 Q          | 51,22                 | 7                     | завершила выступление | завершила выступление |
| Джасмин Камачо-Куинн | 100 м с/б       | 12,42     | 1 Q    | Bye          | Bye          | 12,35                 | 1 Q                   | 12,36                 | 3                     |
| Грейс Клакстон       | 400 м с/б       | 56,29     | 6      | 55,94        | 4            | завершила выступление | завершила выступление | завершила выступление | завершила выступление |
| Рашель де Орбета     | Ходьба на 20 км | —         | —      | —            | —            | —                     | —                     | 1:33.33               | 29                    |

Технические дисциплины
Мужчины
| Спортсмен   | Дисциплина      | Полуфиналы | Полуфиналы | Финал                | Финал                |
| Спортсмен   | Дисциплина      | Результат  | Место      | Результат            | Место                |
| ----------- | --------------- | ---------- | ---------- | -------------------- | -------------------- |
| Луис Кастро | Прыжки в высоту | 2,20       | 15         | завершил выступление | завершил выступление |
| Джером Вега | Метание молота  | 71,61      | 26         | завершил выступление | завершил выступление |

Комбинированные дисциплины — Десятиборье
| Спортсмен          | Вид       | 100 м | ДЛ   | ЯД    | ВЫ   | 400 м | 110 с/б | ДИ    | ШЕ   | КО    | 1500 м  | Сумма | Место |
| ------------------ | --------- | ----- | ---- | ----- | ---- | ----- | ------- | ----- | ---- | ----- | ------- | ----- | ----- |
| Эйден Оуэнс-Делерм | Результат | 10,35 | 7,66 | 15,17 | 2,02 | 46,17 | 14,09   | 43,36 | 4,80 | 51,17 | 4.40,39 | 8437  | 9     |
| Эйден Оуэнс-Делерм | Баллы     | 1011  | 975  | 800   | 822  | 1000  | 963     | 733   | 849  | 606   | 678     | 8437  | 9     |

## Настольный теннис
Пуэрто-Рико завоевало два места в мужские и одно место в женские индивидуальные соревнования по рейтингу ITTF.
| Спортсмен        | Дисциплина     | 1/32                       | 1/16                 | 1/8                   | Четвертьфиналы        | Полуфиналы            | Финал / За 3 место    | Финал / За 3 место    |
| Спортсмен        | Дисциплина     | Соперник Результат         | Соперник Результат   | Соперник Результат    | Соперник Результат    | Соперник Результат    | Соперник Результат    | Место                 |
| ---------------- | -------------- | -------------------------- | -------------------- | --------------------- | --------------------- | --------------------- | --------------------- | --------------------- |
| Брайан Афанадор  | Мужчины личное | TPEЛинь Юньжу П 1–4        | завершил выступление | завершил выступление  | завершил выступление  | завершил выступление  | завершил выступление  | завершил выступление  |
| Даниэль Гонсалес | Мужчины личное | KORЧан У Джин П 1–4        | завершил выступление | завершил выступление  | завершил выступление  | завершил выступление  | завершил выступление  | завершил выступление  |
| Адриана Диас     | Женщины личное | SRBИзабела Лупулеску В 4–0 | USAЭми Ванг В 4–2    | PRKПхён Сон Гён П 3–4 | завершила выступление | завершила выступление | завершила выступление | завершила выступление |

## Парусный спорт
Пуэрто-Рико завоевало право выставить одну лодке (яхте) по результатам Панамериканских игр 2023 года в Чили.
Медальные гонки
| Спортсмен            | Дисциплина     | Гонка | Гонка | Гонка | Гонка | Гонка | Гонка | Гонка | Гонка | Гонка    | Гонка    | Гонка | Баллы | Место |
| Спортсмен            | Дисциплина     | 1     | 2     | 3     | 4     | 5     | 6     | 7     | 8     | 9        | 10       | M*    | Баллы | Место |
| -------------------- | -------------- | ----- | ----- | ----- | ----- | ----- | ----- | ----- | ----- | -------- | -------- | ----- | ----- | ----- |
| Педро Луис Фернандес | Мужчины ILCA 7 | 33    | 27    | 17    | 35    | 33    | 36    | 11    | 31    | отменены | отменены | EL    | 187   | 34    |

M = Медальная гонка; EL = Выбыл — не участвовал в медальной гонке

## Плавание
Пловцы Пуэрто-Рико выполнили требования для участия в одной дисциплине плавательного турнира Олимпиады и получили два универсальных места, по одному у мужчин и женщин.
| Спортсмен      | Дисциплина             | Заплывы | Заплывы | Полуфиналы            | Полуфиналы            | Финал                 | Финал                 |
| Спортсмен      | Дисциплина             | Время   | Место   | Время                 | Место                 | Время                 | Место                 |
| -------------- | ---------------------- | ------- | ------- | --------------------- | --------------------- | --------------------- | --------------------- |
| Иэзиль Моралес | Мужчины 100 м на спине | 55,76   | 39      | завершил выступление  | завершил выступление  | завершил выступление  | завершил выступление  |
| Иэзиль Моралес | Мужчины 200 м на спине | 2.00,60 | 26      | завершил выступление  | завершил выступление  | завершил выступление  | завершил выступление  |
| Кристен Романо | Женщины 200 м комплекс | 2.13,32 | 21      | завершила выступление | завершила выступление | завершила выступление | завершила выступление |

## Прыжки в воду
Пуэрто-Рико получило одну квоту в соревнования женщин на 10-метровой вышке в результате перераспределения квот.
| Спортсмен   | Дисциплина                | Квалификация | Квалификация | Полуфинал             | Полуфинал             | Финал                 | Финал                 |
| Спортсмен   | Дисциплина                | Баллы        | Место        | Баллы                 | Место                 | Баллы                 | Место                 |
| ----------- | ------------------------- | ------------ | ------------ | --------------------- | --------------------- | --------------------- | --------------------- |
| Мэйси Виета | Женщины 10-метровая вышка | 253,90       | 24           | завершила выступление | завершила выступление | завершила выступление | завершила выступление |

## Скейтбординг
Пуэрто-Рико получило одно место в мужские соревнования в дисциплине парк на основании Олимпийского рейтинга OWSR.
| Спортсмен      | Дисциплина   | Заезд | Заезд | Финал                | Финал                |
| Спортсмен      | Дисциплина   | Счет  | Место | Счет                 | Место                |
| -------------- | ------------ | ----- | ----- | -------------------- | -------------------- |
| Стивен Пинейро | Парк мужчины | 81,54 | 14    | завершил выступление | завершил выступление |

## Стрельба
Пуэрто-Рико получила одно место в женской винтовке по Мировому Олимпийскому рейтингу и еще одно место получила благодаря квалификации стрелка в другой дисциплине согласно правилам ISSF.
Женщины
| Спортсмен      | Дисциплина                            | Квалификация | Квалификация | Финал                 | Финал                 |
| Спортсмен      | Дисциплина                            | Баллы        | Место        | Баллы                 | Место                 |
| -------------- | ------------------------------------- | ------------ | ------------ | --------------------- | --------------------- |
| Яримар Меркадо | Винтовка из трёх положений, 50 метров | 578-29x      | 26           | завершила выступление | завершила выступление |
| Яримар Меркадо | Пневматическая винтовка, 10 метров    | 622,0        | 39           | завершила выступление | завершила выступление |

## Стрельба из лука
Пуэрто-Рико завоевало одно место в личном турнире у женщин на Панамериканских играх 2023 года в Сантьяго, Чили.
| Спортсмен      | Дисциплина                        | Предварительный раунд | Предварительный раунд | 1/32 финала            | 1/16 финала           | 1/8 финала            | Четвертьфиналы        | Полуфиналы            | Финал / За 3 место    | Финал / За 3 место    |
| Спортсмен      | Дисциплина                        | Результат             | Посев                 | Соперник Счет          | Соперник Счет         | Соперник Счет         | Соперник Счет         | Соперник Счет         | Соперник Счет         | Место                 |
| -------------- | --------------------------------- | --------------------- | --------------------- | ---------------------- | --------------------- | --------------------- | --------------------- | --------------------- | --------------------- | --------------------- |
| Алондра Ривера | Женщины индивидуальное первенство | 547                   | 64                    | Лим Си Хён (KOR) П 0–6 | завершила выступление | завершила выступление | завершила выступление | завершила выступление | завершила выступление | завершила выступление |